# Alicante
Alicante (hiszp. wym. [a.liˈkan.te]), Alacant (walenc. wym. [a.laˈkant]) – miasto we wschodniej Hiszpanii, w regionie Walencja, stolica prowincji Alicante. Kąpielisko na Costa Blanca, położone u stóp skalistego wzniesienia, na którym wznosi się Castillo de Santa Bárbara.
Na głównym placu corocznie od 2019 roku w Alicante stoi największa na świecie szopka bożonarodzeniowa z gigantycznymi figurami Świętej Rodziny. Składa się ona z mierzącej ponad 17 metrów wysokości postaci św. Józefa, Maryi o wysokości 10,5 metra oraz Dzieciątka Jezus mierzącego ponad 3 metry. Do szopki dołączono postacie Trzech Króli: ponad 16-metrowego Baltazara, prawie 16-metrowego Kacpra i 11-metrowego Melchiora. Monumentalną stajenkę uzupełnia sześć figur aniołów, mierzących od 8 do 9 metrów, rozmieszczonych na głównych ulicach i placach miasta.  Powierzchnia, którą zajmuje cała konstrukcja – ponad 180 tys. metrów kwadratowych – należy do największych zarejestrowanych dotychczas w przypadku szopek bożonarodzeniowych. Figury wykonał z tworzyw sztucznych i żelaza artysta Jose Manuel Garcia Esquiva. Koszt tego dzieła wyniósł prawie 150 tys. dolarów. Szopka została wpisana do Księgi Rekordów Guinessa w 2019 roku i od tamtego czasu nikt nie pobił tego rekordu. Od czterech lat jest jedną z największych atrakcji świątecznych Alicante, a w 2023 roku stanowi część turystycznego "szlaku bożonarodzeniowego" pod hasłem: "Alicante, Twoje najlepsze Boże Narodzenie". Wiceburmistrz miasta Manuel Villar podkreślił podczas otwarcia szopki, że władze miasta stawiają na "tradycję i oryginalność".

## Historia
Region Alicante był zamieszkany od ok. 5000–3000 p.n.e. Około 1000 p.n.e. wschodnie wybrzeże Hiszpanii zaczęli odwiedzać Grecy i Fenicjanie w celach handlowych.
Około 600 p.n.e. o tereny te spór toczyły Kartagina i Rzym. Alicante może być Acra Leuce (pol. „Biały Szczyt”) miastem fortecznym założonym przez Hamilkara Barkasa, ojca Hannibala. W 201 p.n.e. miasto zajęli Rzymianie, nazywając je Lucentum. Około 500 roku po upadku Rzymu – miasto zajęli Goci.
W latach 718–1249 pod panowaniem Maurów jako Al-Akant. W 1265 zdobyte przez Królestwo Aragonii. W 1304 roku na mocy orzeczenia arbitralnego z Torrelles zostało przez Kastylię przekazane Królestwu Walencji, wchodzącemu w skład Korony Aragonii (zob. Królestwo Aragonii). Zdobyte przez Francuzów w 1709 i w 1873 przez federalistów.

## Geografia
Alicante położone jest na wschodnim wybrzeżu Hiszpanii Morza Śródziemnego nad zatoką Alicante. Nad miastem góruje wzniesienie Benacantil (220 m n.p.m.).
Stolica prowincji Alicante należącej do Wspólnoty Walenckiej.

### Klimat
| Miesiąc | Sty  | Lut  | Mar  | Kwi  | Maj  | Cze  | Lip  | Sie  | Wrz  | Paź  | Lis  | Gru  | Roczna |
| --- | ---- | ---- | ---- | ---- | ---- | ---- | ---- | ---- | ---- | ---- | ---- | ---- | ------ |
| Średnie temperatury w dzień [°C]                                                                                                   | 17,0 | 17,6 | 19,6 | 21,3 | 24,1 | 27,8 | 30,3 | 30,8 | 28,5 | 24,9 | 20,5 | 17,7 | 23,3   |
| Średnie dobowe temperatury [°C] | 11,7 | 12,3 | 14,2 | 16,1 | 19,1 | 22,9 | 25,5 | 26,0 | 23,5 | 19,7 | 15,4 | 12,6 | 18,3   |
| Średnie temperatury w nocy [°C] | 6,3  | 7,1  | 8,9  | 10,9 | 14,1 | 18,1 | 20,7 | 21,2 | 18,5 | 14,5 | 10,3 | 7,4  | 13,2   |
| Opady [mm] | 23   | 22   | 23   | 29   | 28   | 12   | 4    | 7    | 56   | 47   | 36   | 25   | 311    |
| Średnia liczba dni z opadami | 3,6  | 3,0  | 3,4  | 4,1  | 4,0  | 1,8  | 0,6  | 1,1  | 3,3  | 4,5  | 4,2  | 3,8  | 37,5   |
| Wilgotność [%] | 67   | 66   | 65   | 63   | 64   | 63   | 65   | 67   | 69   | 70   | 69   | 68   | 66     |
| Średnie usłonecznienie [h] | 181  | 180  | 227  | 247  | 277  | 302  | 330  | 304  | 250  | 217  | 173  | 164  | 2851   |
| Źródło: Agencia Estatal de Meteorología (liczba dni z opadami dla wartości 1 mm, wysokość 81 m n.p.m., 3,3 km od morza, 1981–2010) |      |      |      |      |      |      |      |      |      |      |      |      |        |

| Miesiąc | Sty  | Lut  | Mar  | Kwi  | Maj  | Cze  | Lip  | Sie  | Wrz  | Paź  | Lis  | Gru  | Roczna |
| --- | ---- | ---- | ---- | ---- | ---- | ---- | ---- | ---- | ---- | ---- | ---- | ---- | ------ |
| Średnie temperatury w dzień [°C]                                                                                                 | 16,7 | 17,4 | 19,4 | 21,1 | 23,8 | 27,6 | 30,1 | 30,7 | 28,5 | 24,7 | 20,3 | 17,3 | 23,2   |
| Średnie dobowe temperatury [°C]                                                                                                  | 11,6 | 12,3 | 14,0 | 15,9 | 18,9 | 22,8 | 25,5 | 26,1 | 23,8 | 19,8 | 15,4 | 12,5 | 18,2   |
| Średnie temperatury w nocy [°C]                                                                                                  | 6,5  | 7,1  | 8,7  | 10,7 | 13,9 | 18,0 | 20,8 | 21,5 | 19,0 | 14,9 | 10,6 | 7,5  | 13,3   |
| Opady [mm] | 21   | 20   | 20   | 27   | 28   | 10   | 4    | 5    | 40   | 46   | 34   | 22   | 277    |
| Średnia liczba dni z opadami | 3,6  | 2,9  | 3,1  | 3,7  | 3,7  | 1,6  | 0,7  | 0,9  | 3,3  | 4,1  | 3,8  | 3,7  | 35,1   |
| Wilgotność [%] | 61   | 61   | 60   | 57   | 59   | 58   | 59   | 61   | 63   | 64   | 64   | 63   | 61     |
| Średnie usłonecznienie [h] | 184  | 179  | 221  | 251  | 291  | 316  | 344  | 313  | 243  | 218  | 174  | 165  | 2953   |
| Źródło: Agencia Estatal de Meteorología (liczba dni z opadami dla wartości 1 mm, wysokość 43 m n.p.m., 3 km od morza, 1981–2010) |      |      |      |      |      |      |      |      |      |      |      |      |        |

| Sty  | Lut  | Mar  | Kwi  | Maj  | Cze  | Lip  | Sie  | Wrz  | Paź  | Lis  | Gru  | Rok  |
| ---- | ---- | ---- | ---- | ---- | ---- | ---- | ---- | ---- | ---- | ---- | ---- | ---- |
| 14,5 | 14,1 | 14,4 | 16,4 | 19,0 | 22,4 | 25,2 | 26,3 | 25,0 | 22,4 | 19,4 | 16,6 | 19,6 |

### Demografia
Jest 11 co do wielkości miastem Hiszpanii, z liczbą ludności na poziomie 337 482 mieszkańców (2020). Metropolia liczy 714 540 mieszkańców na obszarze 683,3 km² przy gęstości zaludnienia na poziomie 1046 os./km² (2020) i obejmuje oprócz Alicante również: Elche, San Vicente del Raspeig, Santa Pola, Mutxamel i Sant Joan d’Alacant.

## Architektura

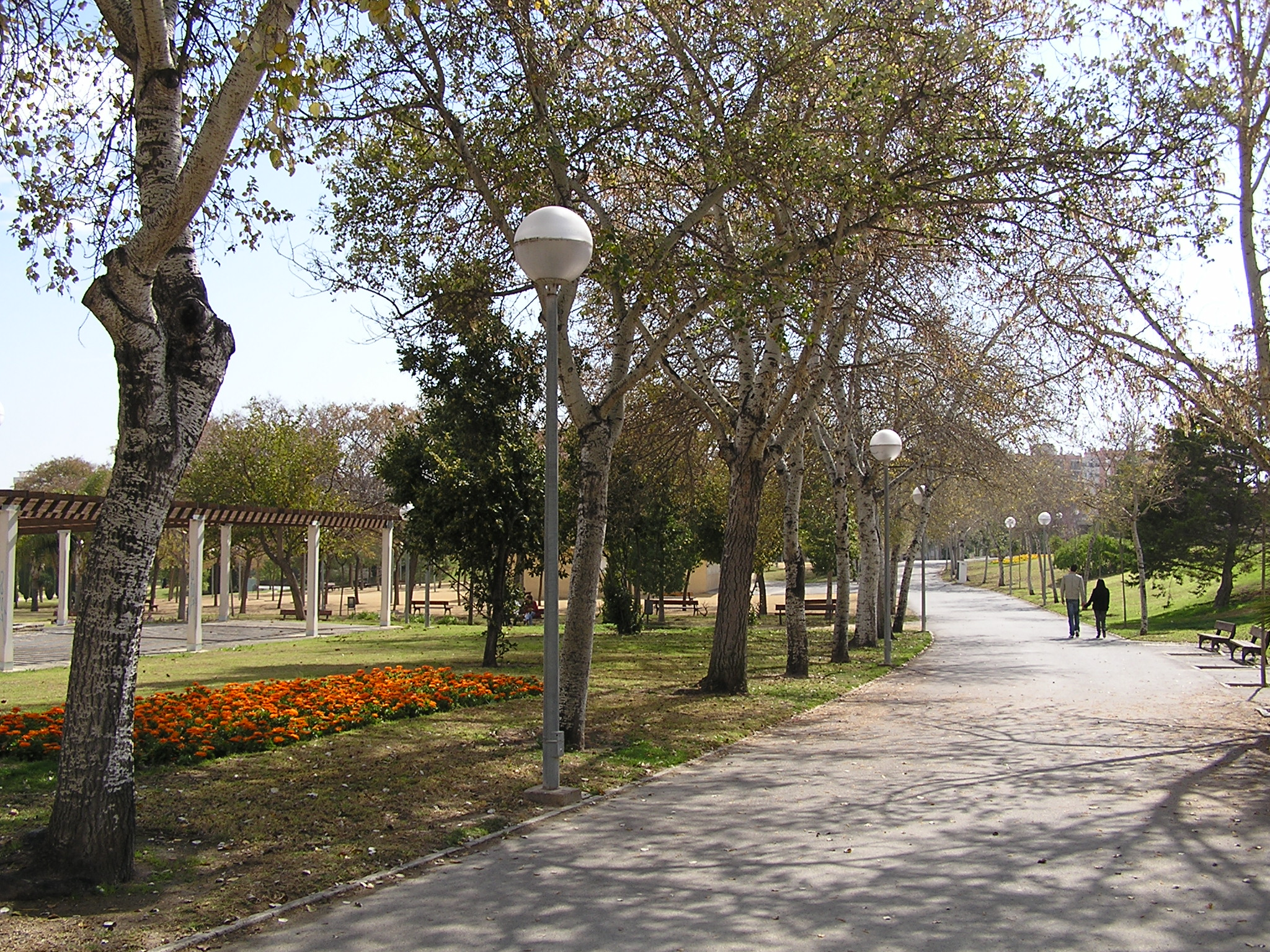
Park Lo Morant

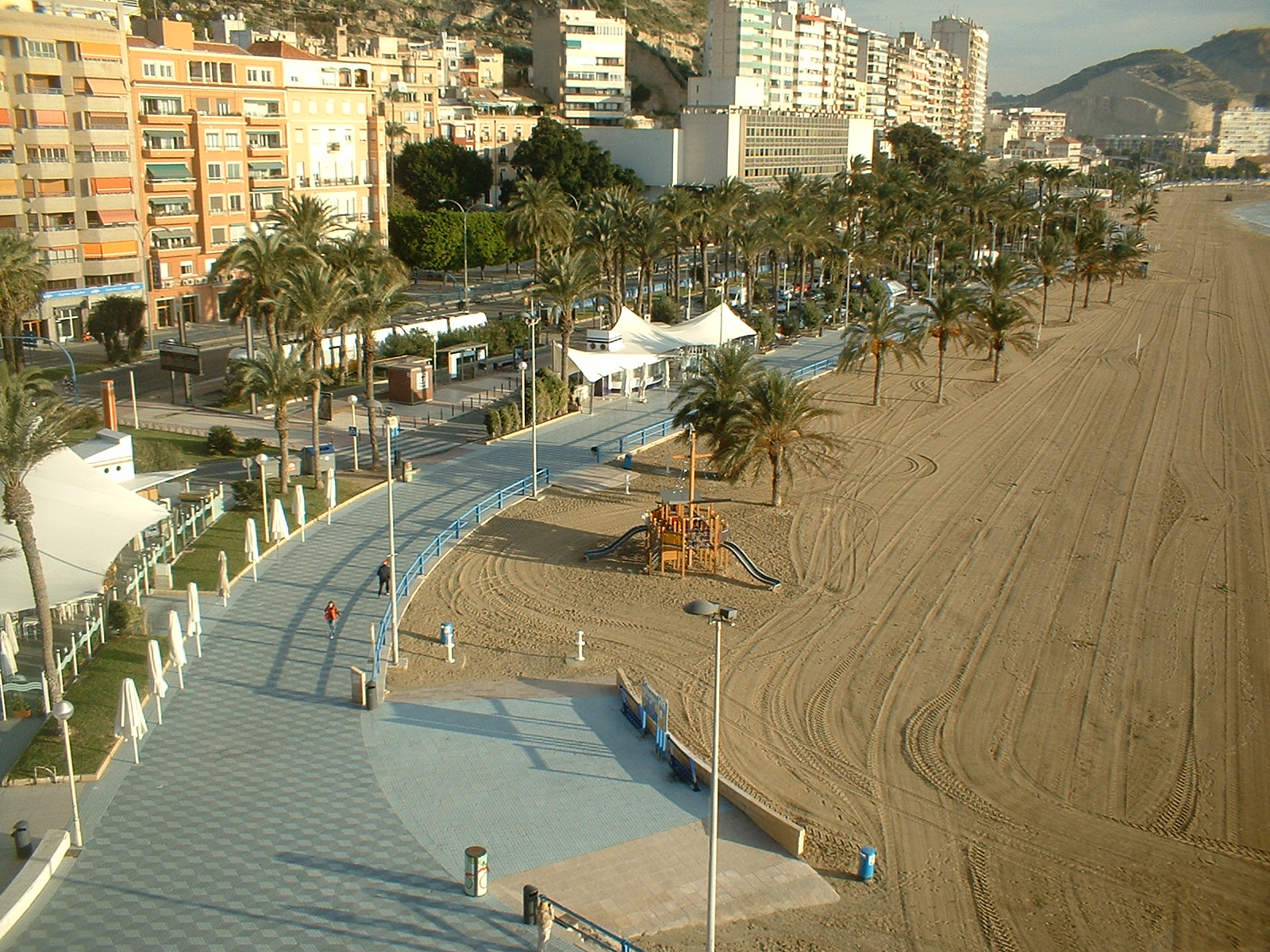
Playa del Postiguet

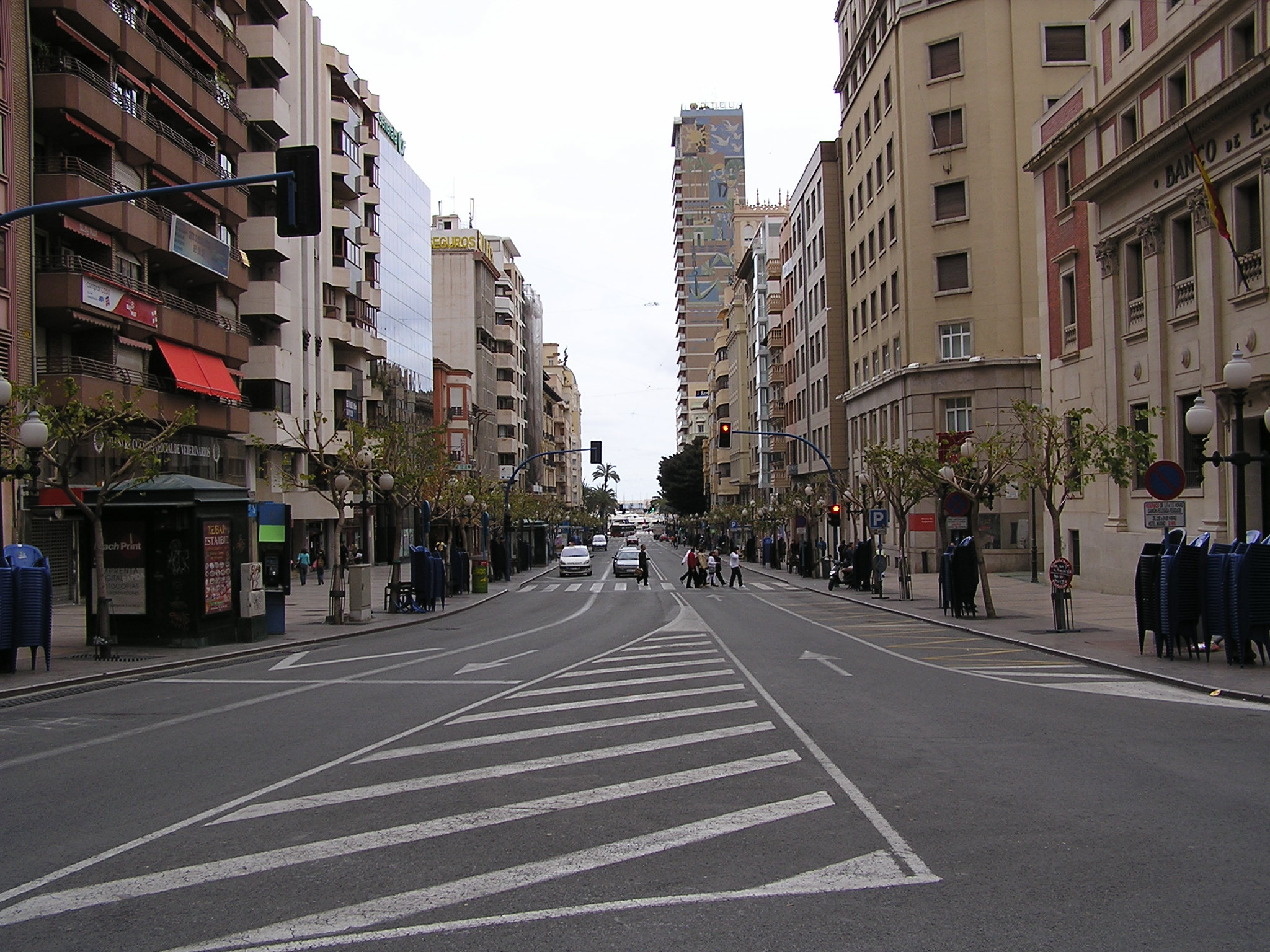
Ulica La Rambla

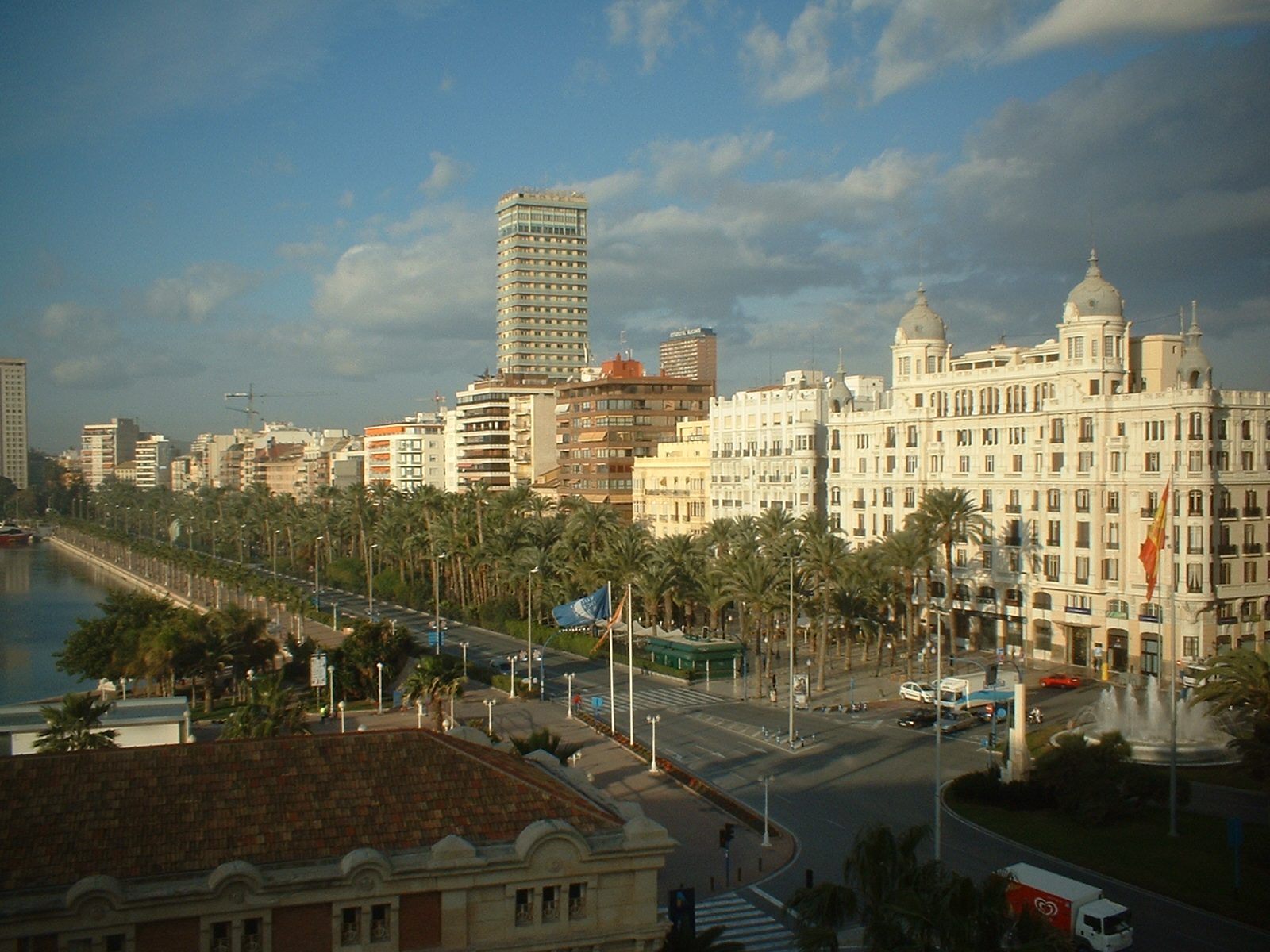
Casa Carbonell

- Castillo de Santa Bárbara – cytadela w miejscu dawnego fortu kartagińskiego z III w. p.n.e. na wzniesieniu Benacantil
- Barrio de Cruz – stare miasto, znajduje się tu m.in. XIV-wieczny kościół Basílica de Santa María – najstarszy kościół Alicante, wzniesiony w miejscu dawnego, największego w mieście, meczetu w okresie pomiędzy XIV w. a XVI wiekiem. W barokowej fasadzie bazyliki wyróżniają się dwie asymetryczne wieże – jedna z XIV w. a druga z XVIII w. Wnętrze kościoła w stylu gotyckim, wyposażenie: XVIII-wieczny ołtarz główny, chrzcielnica z XVI wieku oraz barokowe organy z 1653 roku.
- Concatedral de San Nicolás de Bari – katedra, przekształcona z dawnego meczetu w chrześcijański kościół przez króla Alfonsa X w 1662 roku, według projektu hiszpańskiego architekta Juana de Herrera.
- Ayuntamiento – barokowy ratusz zaprojektowany przez Lorenzo Chápuli i wybudowany w miejscu starego ratusza, ukończony w 1760
- Teatro Principal (Teatr w Alicante) – wybudowany w połowie XIX wieku według projektu architekta z Alicante – Emilio Jovera Pierróna, otwarty w 1847 roku.
- Katedra św. Mikołaja
- Explanada de España – szeroka promenada nadmorska z charakterystyczną nawierzchnią z kostki.
- Parque de Canalejas – park na skraju Explanada de España, w bezpośrednim sąsiedztwie morza.
- Parque de El Palmeral – park na obrzeżach południowej części Alicante.
- Hotel Tryp Gran Sol – wieżowiec dominujący panoramę miasta.
- Plaza Gabriel Miró
- Kościół i klasztor Kapucynów
- Zabytkowa hala targowa.
- Plaza de Torros (arena walk byków)
- Muzea:
  - Muzeum Kolei w Torrellano
  - Museo de Arte de Siglo XX (Muzeum Sztuki XX wieku) – eksponowane są tu głównie dzieła hiszpańskich artystów takich jak: Joan Miró, Pablo Picasso czy Salvador Dalí.
  - Museo de Belenes
  - Museo de la Asegurada
  - Museo de las Hogueras
  - Museo Taurino
- Plaże:
  - Playa del Saladar
  - Playa del Postiguet – szeroka piaszczysta plaża w centrum
  - Playa de San Juan

## Gospodarka
Siedziba Urzędu Unii Europejskiej ds. Własności Intelektualnej – agencji wspólnotowej Unii Europejskiej.
W rankingu  InterNations Expat Insider 2020, Alicante zajęło drugie miejsce na świecie wśród najlepszych miast dla przyjezdnych.
Najwyższymi budynkami w Alicante są: Hotel Tryp Gran Sol o wysokości 97 metrów oraz Estudiotel Alicante.

## Nauka i oświata
Miasto jest siedzibą Universidad de Alicante

## Transport
Komunikację miejską w mieście oraz w całym obszarze metropolitarnym zapewnia rozbudowana sieć autobusów, tramwajów (w tym szybkiego tramwaju) oraz kolej regionalna – Cercanías Murcia/Alicante. 9 km od centrum miasta w miejscowości El Altet znajduje się międzynarodowy port lotniczy (Alicante-Elche, kod IATA: ALC).

## Okolice Alicante
- wyspa Tabarca, znana z dobrych warunków do nurkowania
- Altea
- Walencja
- Murcja
- Denia

## Miasta partnerskie
- Aleksandria, Egipt
- Carloforte, Włochy
- Herzlija, Izrael
- León, Nikaragua
- Matanzas, Kuba
- Nicea, Francja
- Oran, Algieria
- Ryga, Łotwa
- Toyo’oka, Japonia
- Wenzhou, Chińska Republika Ludowa

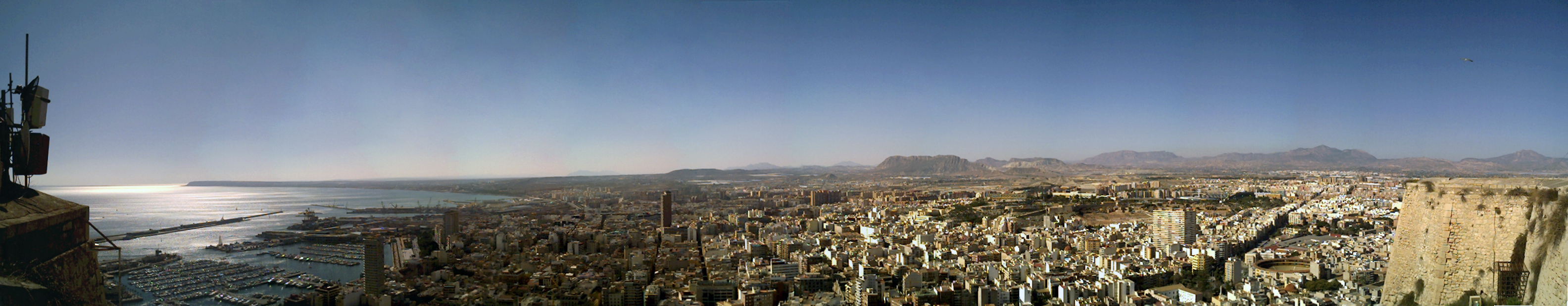
Panorama Alicante